# (500044) 2011 SB216
(500044) 2011 SB216 es un asteroide perteneciente al cinturón de asteroides, descubierto el 23 de agosto de 2011 por el equipo del Pan-STARRS desde el Observatorio de Haleakala, Hawái, Estados Unidos.

## Designación y nombre
Designado provisionalmente como 2011 SB216.

## Características orbitales
2011 SB216 está situado a una distancia media del Sol de 3,077 ua, pudiendo alejarse hasta 3,583 ua y acercarse hasta 2,572 ua. Su excentricidad es 0,164 y la inclinación orbital 8,310 grados. Emplea 1972,32 días en completar una órbita alrededor del Sol.
Los próximos acercamientos a la órbita de Júpiter se producirán el 29 de julio de 2072, el 23 de diciembre de 2081 y el 28 de julio de 2131, entre otros.

## Características físicas
La magnitud absoluta de 2011 SB216 es 16,1.